# Eastern Sportsground
Der Eastern Sportsground war ein Hockeystadion in der australischen Stadt Melbourne.
Während den Olympischen Sommerspielen 1956 war das Stadion Austragungsort der Vorrundenspiele des Hockeyturniers. Das Stadion verfügte über eine Sitzplatztribüne, die 1048 Zuschauern Platz bot. Des Weiteren war das Spielfeld von Grashügeln umgeben, die circa 20.000 Stehplätze unterhielten.
Nach den Spielen wurde das Stadion für Windhundrennen benutzt, ehe es für ein Trainingsgelände weichen musste, welches ebenfalls abgerissen wurde und durch das Melbourne Rectangular Stadium ersetzt wurde.